# Runaway Stage Coach
Pour plus de détails, voir Fiche technique et Distribution.
Runaway Stage Coach est un très court film documentaire américain réalisé par Harry Buckwalter et sorti en 1902.
Produit par la Selig Polyscope Company, le film dont le titre signifie littéralement « Diligence hors de contrôle », a été tourné à Glenwood Springs, dans le Colorado.

## Fiche technique
- Titre : Runaway Stage Coach
- Réalisation : Harry Buckwalter
- Scénario :
- Photographie :
- Montage :
- Producteur : William Selig
- Société de production : Selig Polyscope Company
- Société de distribution : Selig Polyscope Company
- Pays d'origine :  États-Unis
- Langue : film muet avec les intertitres en anglais
- Format : Noir et blanc — 35 mm — 1,33:1 — Muet
- Genre : Film documentaire
- Durée :
- Date de sortie :
  -  États-Unis : novembre 1902